# Zakarya Bergdich
Zakarya Bergdich (ur. 7 stycznia 1989 w Compiègne) – marokański piłkarz występujący na pozycji obrońcy w portugalskim klubie CF Os Belenenses.

## Kariera klubowa
| Sezon   | Klub                   | Kraj      | Rozgrywki        | Mecze | Bramki | Puchary Krajowe         | Mecze | Bramki |
| ------- | ---------------------- | --------- | ---------------- | ----- | ------ | ----------------------- | ----- | ------ |
| 2009/10 | UJA Alfortville        | Francja   | CFA              | 31    | 1      | –                       | –     | –      |
| 2010/11 | RC Lens                | Francja   | Ligue 1          | 2     | 0      | –                       | –     | –      |
| 2011/12 | RC Lens                | Francja   | Ligue 2          | 25    | 0      | Puchar Ligi Francuskiej | 2     | 0      |
| 2012/13 | RC Lens                | Francja   | Ligue 2          | 24    | 1      | Puchar Francji          | 2     | 1      |
| 2013/14 | Real Valladolid        | Hiszpania | Primera División | 22    | 0      | Puchar Króla            | 2     | 0      |
| 2014/15 | Real Valladolid        | Hiszpania | Segunda División | 17    | 5      | Puchar Króla            | 2     | 0      |
| 2014/15 | Genoa CFC              | Włochy    | Serie A          | 11    | 5      | –                       | –     | –      |
| 2015/16 | Charlton Athletic      | Anglia    | Championship     | 23    | 0      | Puchar Ligi Angielskiej | 3     | 0      |
| 2016/17 | Córdoba CF             | Hiszpania | Segunda División | 20    | 0      | Puchar Króla            | 1     | 0      |
| 2017/18 | FC Sochaux-Montbéliard | Francja   | Ligue 2          | 25    | 0      | Puchar Francji          | 1     | 0      |

Stan na: koniec sezonu 2017/2018

## Kariera reprezentacyjna
W reprezentacji Maroka zadebiutował w 2012 roku. Do tej pory rozegrał w niej dziesięć meczów (stan na 16 lutego 2013).